# Rhododendron tashiroi
Rhododendron tashiroi là một loài thực vật có hoa trong họ Thạch nam. Loài này được Maxim. miêu tả khoa học đầu tiên năm 1886.

## Hình ảnh

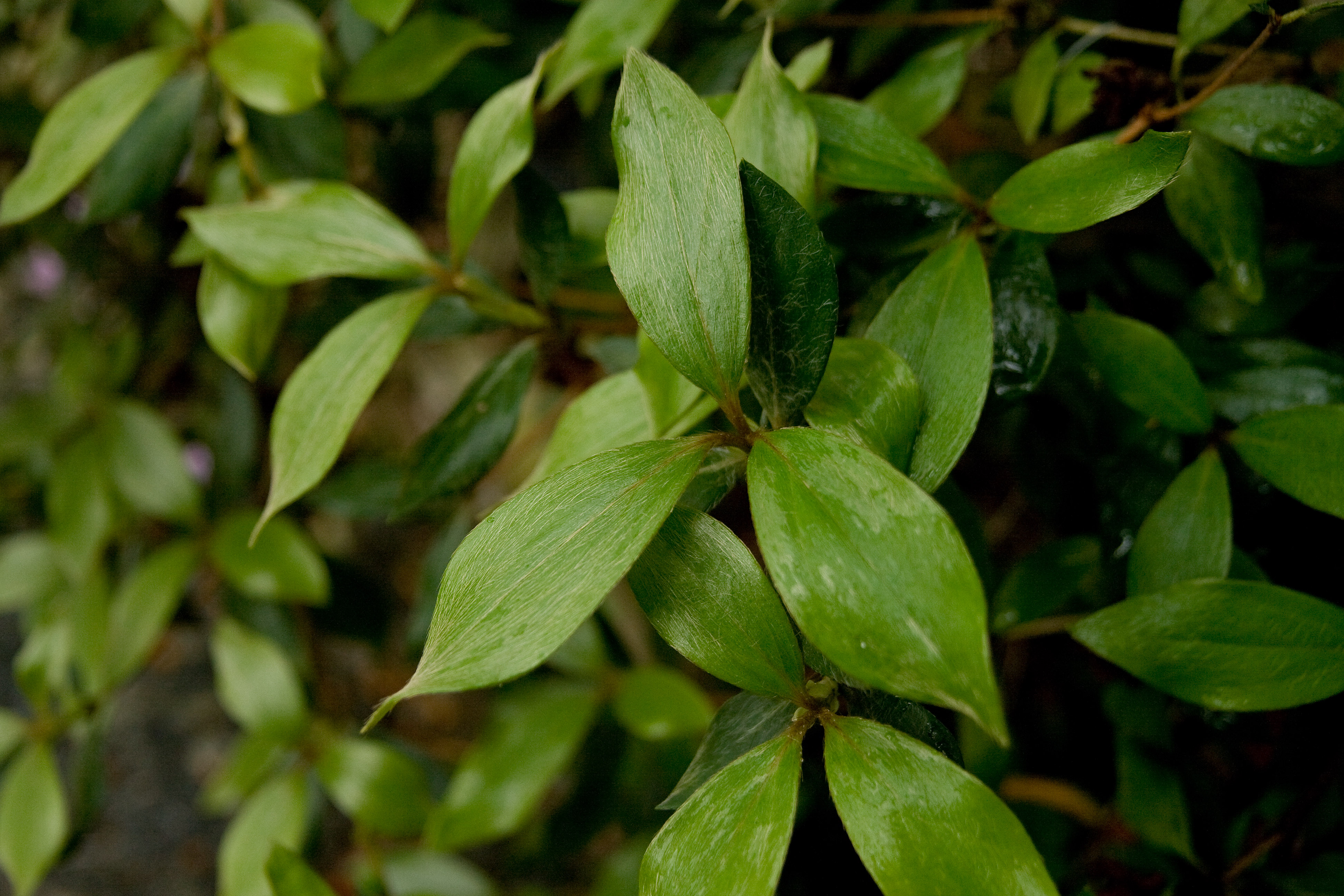
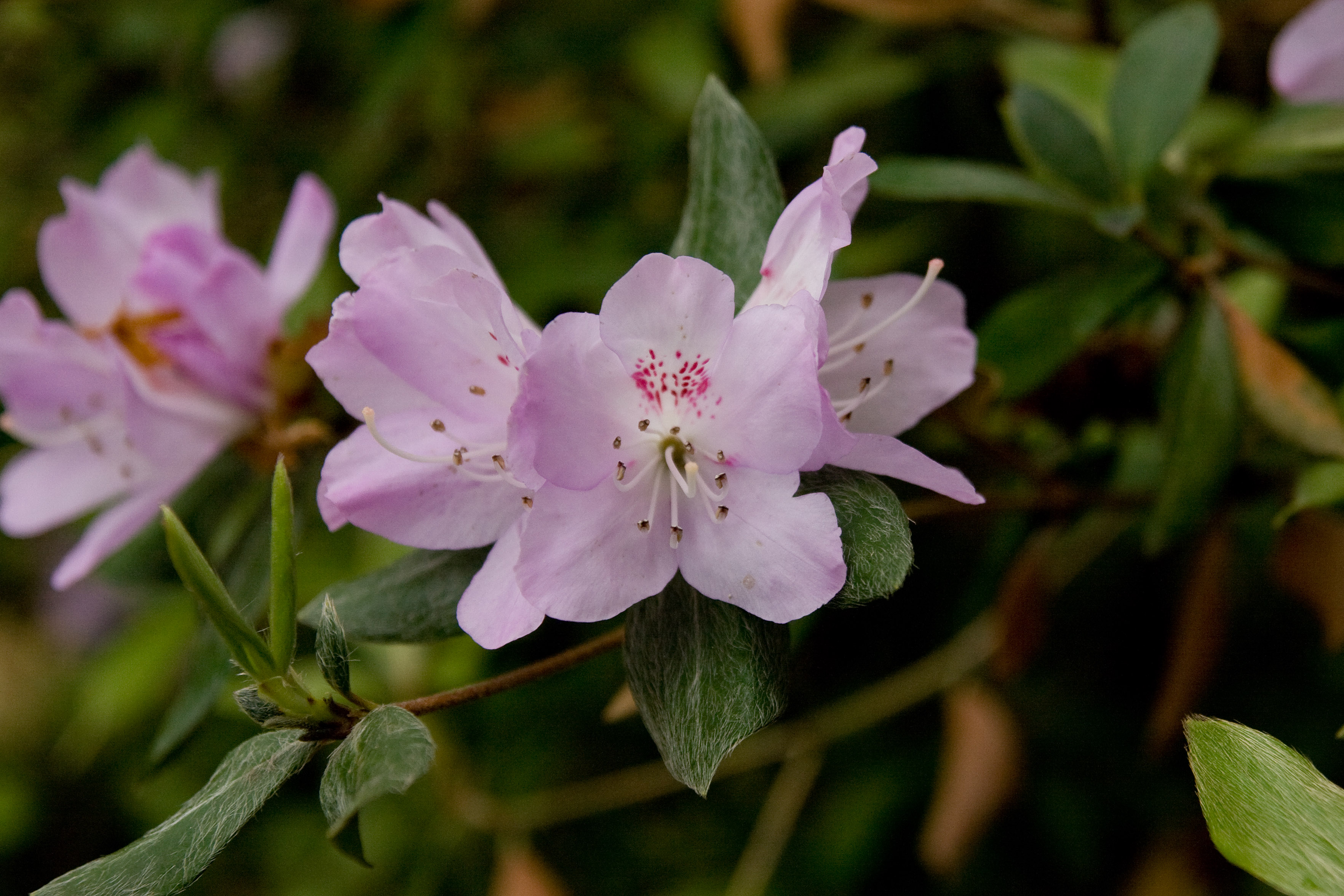